# FLY (清水翔太のアルバム)
『FLY』（フライ）は2017年6月28日にリリースされた清水翔太のアルバム。

## 収録曲
1. Sorry not Sorry (3:42)
2. FLY (4:06)
3. My Boo (4:31)
4. Drippin' (4:28)
5. 夢がさめないように (3:05)
6. Interlude-夢の続き- (0:57)
7. Because of you (3:16)
8. milk tea (4:24)
9. いつも Blue(3:49)
10. FIRE (5:17)
11. speechless (2:10)
12. Tokyo (4:20)